# 베르나르두스 2세 (베르망두아)
베른하르트 2세(? - 877년/878년)는 프랑크 왕국과 서프랑크 왕국의 귀족이다. 베르망두아와 페로네의 백작 피핀 1세의 아들이다.
베르망두아와 페로네의 백작위를 물려받았으나 877년 또는 878년에 후계자 없이 사망했다. 작위는 그의 동생 피핀에게로 이어졌다.

## 같이 보기
- 헤리베르터 왕조
- 헤르베르트 1세